# Rusnów
Rusnów (ukr. Руснів) – wieś na Ukrainie na terenie rejonu włodzimierskiego w obwodzie wołyńskim, liczy 303 mieszkańców.